# Engeddia hispanica
Engeddia hispanica är en tvåvingeart som beskrevs av Tschorsnig 1991. Engeddia hispanica ingår i släktet Engeddia och familjen parasitflugor.
Artens utbredningsområde är Spanien. Inga underarter finns listade i Catalogue of Life.